# Caenurgina patibilis
Caenurgina patibilis är en fjärilsart som beskrevs av Walker 1858. Caenurgina patibilis ingår i släktet Caenurgina och familjen nattflyn. Inga underarter finns listade i Catalogue of Life.